# エスパーニャ駅
エスパーニャ駅（フィリピン語: estasyon ng España）はフィリピン国鉄南方本線の駅。地上駅であり、マニラ市サンパロック、エスパーニャ大通り(ブールバール)に沿った位置にある。通りの名前が駅名の由来となっている。
1977年に設置された。トゥトゥバン駅から3番目の駅であり、前の駅がラオン・ラーン駅、次の駅はサンタ・メサ駅となっている。2018年から都市通勤線の運用で利用されている。現在進められている南北鉄道計画でも再建する提案がある。

## 近隣施設
聖トマス大学、ドミニカンスクール・マニラ、ラモン・マグサイサイ高校マニラ校、レガルダ小学校などの教育施設があり、近隣の観光施設にエスパーニャタワーがある。

## 交通アクセス
エスパーニャ大通りのバス及びジープニーが利用可能。自転車タクシーも駅周辺で利用可能。

## 駅配置
| 1階 ホーム | 側面ホーム         | 側面ホーム                      |
| 1階 ホーム | ホーム A           | 首都通勤線 トゥトゥバン駅行 (←) |
| 1階 ホーム | ホーム B           | 首都通勤線 アラバン駅行 (→)     |
| 1階 ホーム | 側面ホーム         |                                 |
| 1階        | コンコース/ 地上階 | 券売所、駅事務室、売店          |

## ギャラリー

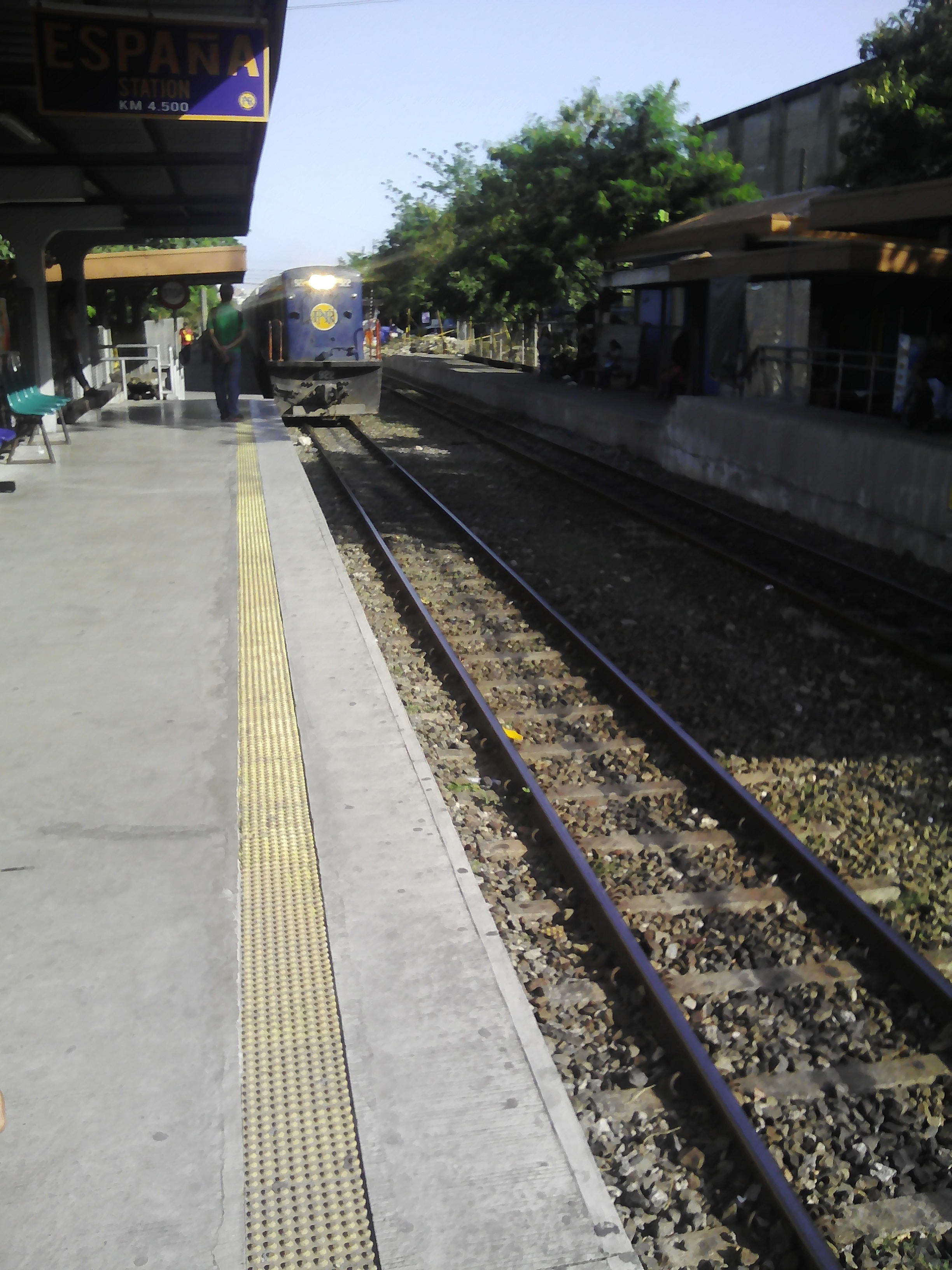
駅に近接する列車 (2016年)
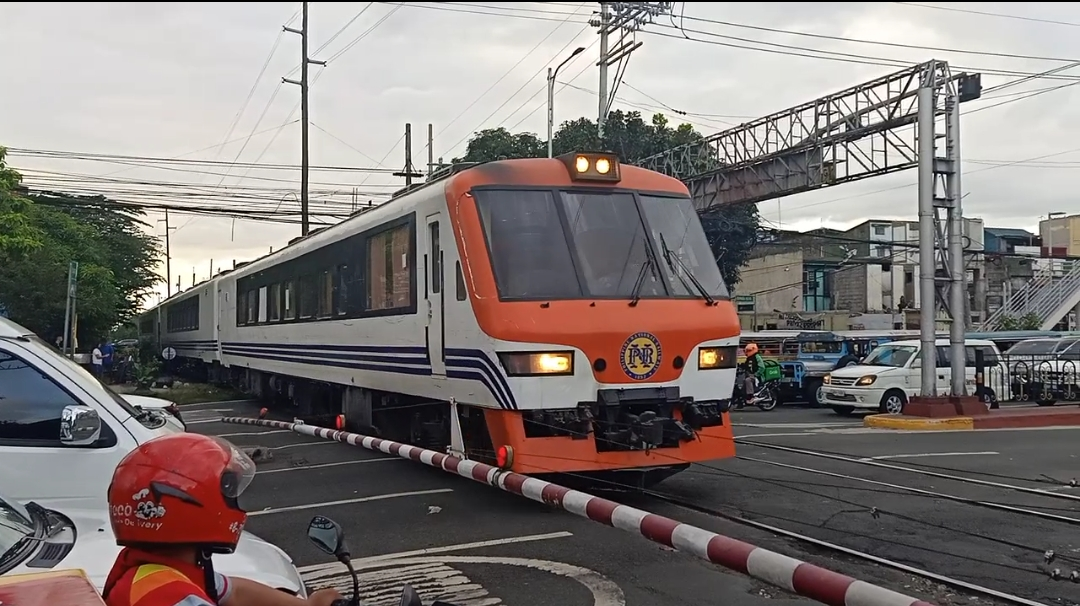
エスパーニャ駅に近づくkogane
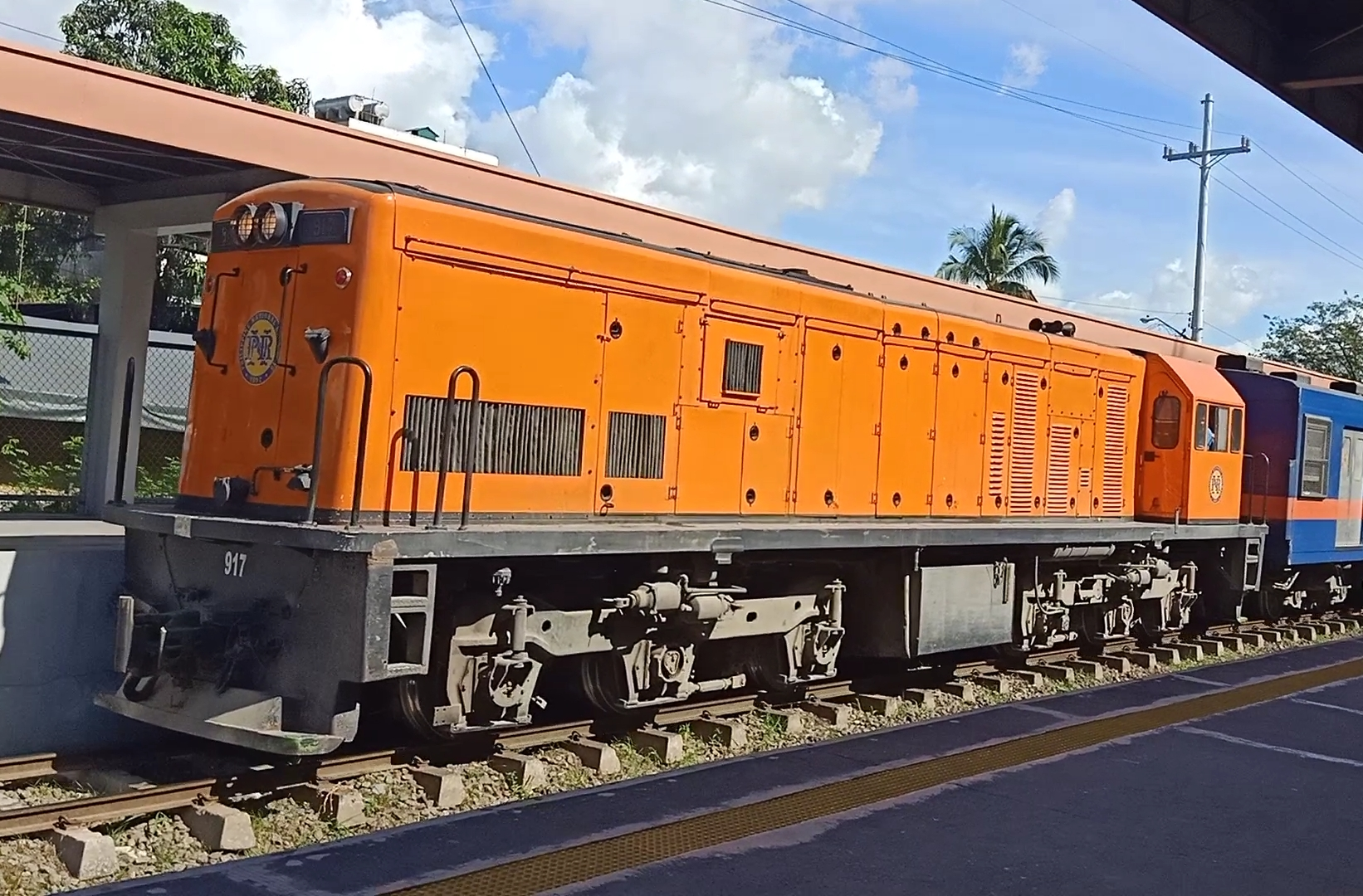
PNR900型、917号
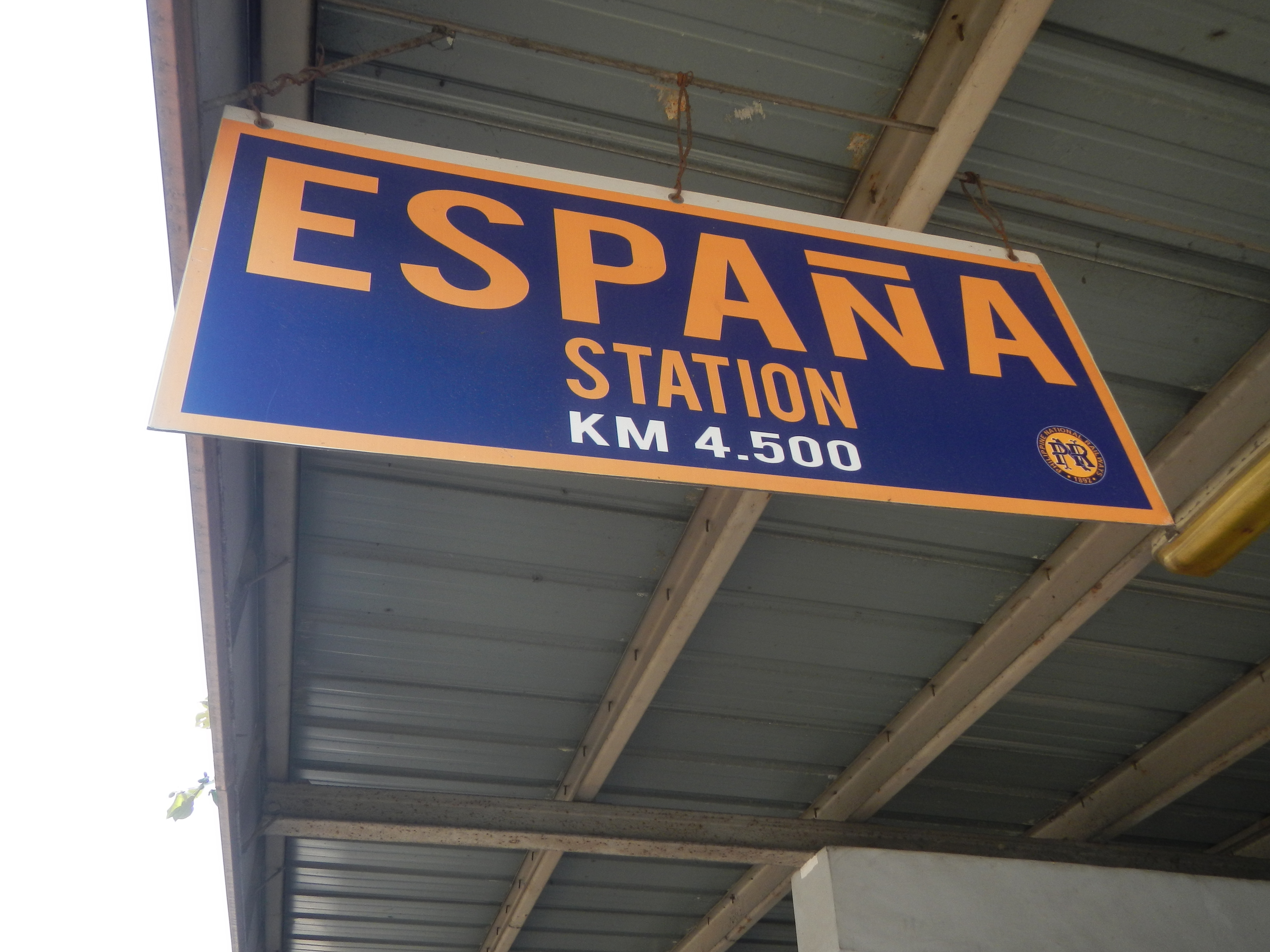
駅看板

## 註釈
1. ↑  Aerol John Pateña (2018年9月10日). “PNR launches Sangandaan-FTI rail line”. Republic of the Philippine PHILIPPINE NEWS AGENCY. 2020年7月3日閲覧。
2. ↑  “Environmental Impact Statement For The North South Railway Project NSRP”.  運輸省 (フィリピン) (2018年10月). 2020年7月3日閲覧。